# Orthochirus nordmanni
Espèce
Orthochirus nordmanni est une espèce de scorpions de la famille des Buthidae.

## Distribution
Cette espèce est endémique du Afghanistan. Elle se rencontre dans les provinces d'Orozgan, de Deykandi et de Kandahar.

## Description
Le mâle holotype mesure 31,38 mm et la femelle paratype 37,15 mm.

## Étymologie
Cette espèce est nommée en l'honneur d'Alexander von Nordmann.

## Publication originale
- Kovařík, Fet & Yağmur, 2020 : « Further review of Orthochirus Karsch, 1892 (Scorpiones: Buthidae) from Asia: taxonomic position of O. melanurus, O. persa, O. scrobiculosus, and description of six new species. » Euscorpius, vol. , no 318, p. 1-78 (texte intégral).